# 보로 (축구인)
살바도르 곤살레스 마르코(스페인어: Salvador González Marco, 1963년 10월 9일, 스페인 발렌시아) 또는 줄여서 보로(Voro)는 은퇴한 스페인의 축구 선수이다. 포지션은 수비수였다.

## 선수 경력
보로는 발렌시아 CF의 유소년 클럽에서 축구를 시작하였다. 1시즌 동안 CD 테네리페로 임대갔다 돌아온 후, 팀의 주전으로서 활약하였다. 그 후 그는 데포르티보 라 코루냐에 입단하였고, 1990년대 중반 팀의 전성기를 이끌었다. 1996년 세군다 디비시온의 CD 로고녜스로 이적하였고, 1999년 은퇴하였다.
그는 스페인 축구 국가대표팀의 일원으로서 활약하기도 하였는데, 9경기에 출전하였다.

## 감독 경력
2008년 4월 21일 로날트 쿠만이 해임되자 발렌시아 CF의 감독이 되었고, 팀을 강등권에서 구해냈다. 그 후 우나이 에메리에게 감독직을 내놓았다.